# Magyar Tímea
Magyar Tímea (Kecskemét, 1983. november 28. –) magyar színésznő.

## Életpályája
2006-ban végezte a Pesti Magyar Színiakadémiát. 2016-ban végzett a Színház- és Filmművészeti Egyetemen. Játszott a kecskeméti Katona József Színházban (2001–2003), a Pesti Magyar Színházban (2003–2006), a Soproni Petőfi Színházban (2006–2012), a Turay Ida Színházban (2010–2015), 2011-től 2014-ig a József Attila Színházban is.

## Színpadi szerepei
- Topolcsányi Laura: Csakazértis szerelem – Bori
- Hubay–Ránki: Egy szerelem három éjszakája – Júlia
- Sarkadi Imre: Elveszett paradicsom – Mira
- Katona József: Bánk bán – Melinda
- Molnár Ferenc: A doktor úr – Lenke
- Grimm: Hófehérke és a hét törpe – Hófehérke
- Jókai Mór: A kőszívű ember fiai – Lindenwall Edit
- Németh László: Bodnárné – Cica
- Hámos György: Mici néni két élete – Kati
- Arthur Miller: Édes fiaim – Ann Deever
- William Shakespeare: Hamlet – Ophelia
- William Shakespeare: Rómeó és Júlia – Júlia
- Tamási Áron: Vitéz lélek – Boróka
- Anton Pavlovics Csehov: Három nővér – Irina
- Lajtai–Békeffi: A régi nyár – Zsuzsi
- Friedrich Schiller: Ármány és szerelem – Lujza
- August Strindberg: Az apa – Bertha

## Szinkronszerepei
- Szulejmán: Armin – Müjde Uzman

## Filmszerepei
- Jóban Rosszban (2019)
- Örök Tél (2018)